# UD Villa de Santa Brígida
Unión Deportiva Villa de Santa Brígida is een Spaanse voetbalclub uit Santa Brígida op Gran Canaria. De club speelt in de Tercera División. Het thuisstadion is het Estadio Municipal del Guiniguada, dat 800 plaatsen heeft.

## Geschiedenis
UD Villa de Santa Brígida werd opgericht in 1984. In 2007 bereikte de club voor het eerst de Segunda División B na in de play-offs voor promotie Gimnástica Segoviana en het tweede elftal van Real Murcia te hebben uitgeschakeld. Het eerste jaar in de derde Spaanse divisie werd geen groot succes en degradatie naar de Tercera División werd maar ternauwernood voorkomen. In de play-offs speelde UD Villa de Santa Brígida tweemaal met 0-0 gelijk tegen CD Baza, maar het nam de strafschoppen beter. In 2009 degradeerde de club naar de Tercera División.